# Okręg wyborczy Lyme Regis
Okręg wyborczy Lyme Regis powstał w 1295 r. i wysyłał do angielskiej, a następnie brytyjskiej, Izby Gmin dwóch deputowanych. W 1832 r. liczbę mandatów przypadających na okręg zmniejszono do jednego. Okręg położony był w hrabstwie Dorset. Został zlikwidowany w 1868 r.

## Deputowani do brytyjskiej Izby Gmin z okręgu Lyme Regis

### Deputowani w latach 1295–1660
- 1597–1598: Richard Tichborne
- 1614: Edward Seymour
- 1621–1622: John Poulett
- 1640–1653: Edmund Prideaux
- 1640–1648: Richard Rose
- 1654–1660: Edmund Prideaux
- 1659: Henry Henley

### Deputowani w latach 1660–1832
- 1660–1661: Walter Yonge
- 1660–1660: Thomas Moore
- 1660–1661: Henry Hyde
- 1661–1679: John Shaw
- 1661–1685: Henry Henley
- 1679–1679: George Strode
- 1679–1685: Thomas Moore
- 1685–1690: John Pole
- 1685–1689: Winston Churchill
- 1689–1695: John Burridge
- 1690–1701: Henry Henley
- 1695–1701: Robert Henley
- 1701–1702: Joseph Paice
- 1701–1710: John Burridge
- 1702–1705: Henry Henley
- 1705–1710: Thomas Freke
- 1710–1715: Henry Henley
- 1710–1728: John Burridge Młodszy
- 1715–1722: John Henley
- 1722–1727: Henry Holt Henley
- 1728–1734: Henry Drax
- 1728–1748: Henry Holt Henley
- 1734–1753: John Scrope
- 1748–1754: Robert Henley
- 1753–1762: Thomas Fane
- 1754–1757: Francis Fane
- 1757–1777: Henry Fane
- 1762–1772: John Fane, lord Burghersh
- 1772–1802: Henry Fane
- 1777–1780: Francis Fane
- 1780–1784: David Robert Michel
- 1784–1806: Thomas Fane
- 1802–1818: Harry Fane
- 1806–1816: John Fane, lord Burghersh
- 1816–1832: John Thomas Fane
- 1818–1826: Vere Fane
- 1826–1832: Henry Sutton Fane

### Deputowani w latach 1832–1868
- 1832–1842: William Pinney, wigowie
- 1842–1847: Thomas Hussey, Partia Konserwatywna
- 1847–1852: Thomas Neville Abdy, wigowie
- 1852–1865: William Pinney, Partia Liberalna
- 1865–1868: John Wright Treeby, Partia Konserwatywna